# Mont Blanc du Tacul
De Mont Blanc du Tacul is een 4248 m hoge berg in het Mont Blancmassief in de Alpen. De berg bevindt zich tussen de Aiguille du Midi en de Mont Blanc. De plaatsen van waaruit de berg het eenvoudigste te beklimmen zijn Chamonix-Mont-Blanc en Courmayeur.

## Geschiedenis
De eerste gedocumenteerde beklimming van de Mont Blanc du Tacul vond plaats op 8 augustus 1855 door Charles Hudson en Thomas Kennedy en hun niet nader genoemde gidsen. Men gaat er echter van uit dat eerdere beklimmingen hebben plaatsgevonden door gidsen uit Chamonix-Mont-Blanc met James Ramsay.

## Routes
De normaalweg naar de top begint bij de Aiguille du Midi (3842 m) of vanaf de Cosmique hut (3613 m). Vanaf de hut is de klim naar de top 3-4 uur met een moeilijkheidsgraad van PD met een neiging tot 40°.
De normaalweg is een deel van de overschrijding van de Aiguille du Midi naar de Mont Blanc. De Mont Blanc du Tacul wordt daarom vaak opgenomen in een beklimming van de Mont Blanc. In de winter en voorjaar is het mogelijk om de berg te beklimmen voor ski-toeren.
Alle andere beklimmingen van de Mont Blanc du Tacul zijn over het algemeen veel moeilijker. Gedacht moet worden aan de zuidoostgraat (Duivelsgraat), de Gervasutti-pijler en de Boccalatte-pijler.